# Вержаховский, Евгений Яковлевич
Евгений Яковлевич Вержаховский (3 марта 1899, Нижнеудинск — 10 сентября 1972, Новосибирск) — советский музыкант, кларнетист, преподаватель, доцент Новосибирской государственной консерватории (1963).

## Биография
Родился 3 марта 1899 года в Нижнеудинске Иркутской губернии. С 1910 года — музыкант 1-го Читинского пехотного полка. С декабря 1917 года — на службе в Красной армии.
В 1924—1927 годах — студент Омского государственного музыкального техникума, в котором учился на теоретико-композиторском и инструкторско-педагогическом отделениях, а также на исполнительском отделении (специальности — кларнет, фагот, гобой). С 1936 по 1941 год обучался на кларнетиста в Центральном заочном музыкально-педагогическом институте (Институте имени Гнесиных) на оркестровом факультете (духовое отделение) у А. Вольдина и А. Семёнова.
Начинал рядовым музыкантом, впоследствии стал старшим дирижёром гарнизона и инспектором оркестров Зап.-СибВО (1948). В 1953 году был уволен в запас подполковником.
В 1945—1959 годах — работник музыкальных училищ Новосибирска. С 1945 по 1961 год трудился в Новосибирской школе музыкальных воспитанников Министерства обороны (с 1956 — в составе Министерства просвещения), где в 1945—1948 годах занимал должность заместителя начальника.
В 1956 году приглашён на должность руководителя класса кларнета в Новосибирскую консерваторию. В 1960 году назначен заведующим кафедрой духовых инструментов, в 1963 году — доцентом этой кафедры.
С 1959 года — председатель методического объединения по духовым инструментам оркестрового факультета.
Автор методических записок и школы по игре на кларнете из двух частей. Выполнил около 50 переложений для игры на фортепиано и кларнете, а также для ансамбля деревянных духовых инструментов.
Педагогическую и организационную работу совмещал с концертной деятельностью, выступая как соло, так и вместе с камерным ансамблем.
В числе воспитанников Вержаховского — педагоги, работники Новосибирской филармонии и Новосибирского театра оперы и балета.
Похоронен на Заельцовском кладбище Новосибирска (квартал 13В).

## Награды
Ордена Красного Знамени (1944), Ленина (1950), медали, нагрудный знак «Отличник народного просвещения» (1949).